# Chris Pitman
Chris Pitman (* 25. února 1961) je americký hudebník a klávesista. V současnosti je klávesistou kapely Guns N' Roses, se kterou spolupracuje od roku 1998. Je také zakládajícím členem kapel Replicants, Zaum, a Lusk.